# Great and Little Leighs
 (avril 2023).
Pour les articles homonymes, voir Leigh.
Great and Little Leighs est une paroisse civile de l'Essex, en Angleterre. Créée en 1946, elle comprend les villages de Little Leighs et Great Leighs.